# Polygala cymosa
Polygala cymosa är en jungfrulinsväxtart som beskrevs av Thomas Walter. Polygala cymosa ingår i släktet jungfrulinssläktet, och familjen jungfrulinsväxter. Inga underarter finns listade i Catalogue of Life.